# Evelyn Thomas
Cet article possède un paronyme, voir Évelyne Thomas.
Pour les articles homonymes, voir Thomas.
Ellen Lucille Thomas, dite Evelyn Thomas, est une chanteuse américaine, née le 22 août 1953 à Chicago et morte le 21 juillet 2024 à Port Charlotte (Floride). Elle est notamment connue pour son tube dance High Energy, sorti en 1984.

## Biographie
Née le 22 août 1953 à Chicago, dans l'Illinois, Evelyn Thomas est découverte par le producteur britannique Ian Levine, qui se trouvait aux États-Unis en 1975 à la recherche de chanteurs de gospel et de soul qu'il pourrait promouvoir au Royaume-Uni. Ils enregistrent plusieurs titres qui permettent d'aboutir à un contrat avec 20th Century Records.
Evelyn Thomas obtient un succès avec son premier single, Weak Spot, atteignant le top 30 britannique en 1976, coécrit par Ian Levine et Paul David Wilson. Le single suivant, Doomsday, entre deux fois dans les charts britanniques. Ian Levine et Evelyn Thomas poursuivent leur association pendant un certain temps. Elle signe avec le label américain Casablanca Records pour son premier album, I Wanna Make It on My Own, sorti en 1978. Casablanca ne faisant pas grand-chose pour promouvoir l'album, elle passe chez AVI Records pour le single double face A Have a Little Faith in Me / No Time to Turn Around, ce qui incite le label à le sortir en LP, accompagné des remixes étendus de Rick Gianatos de titres de 1976 My Head's in the Stars  etLove's Not Just an Illusion.
En 1984, Ian Levine s'établit de nouveau comme producteur et demande à Evelyn Thomas de venir à Londres pour enregistrer un nouveau titre, High Energy. Quelques semaines après sa sortie, le titre devient un succès en Europe, atteignant la première place en Allemagne et la cinquième au Royaume-Uni. La chanson est sa seule entrée au Billboard Hot 100, atteignant la 85e place, bien que trois autres chansons aient atteint le Billboard dance chart.
Le single suivant, Masquerade, est extrait de son troisième album, High Energy, sorti la même année. Il n'a pas réussi à entrer dans le top 40 britannique. Plus tard dans l'année, Heartless devient son seul single, à l'exception de High Energy, à se classer en dehors des palmarès de danse aux États-Unis. Heartless atteint la 84e place du Black Singles Chart (rebaptisé plus tard Hot R&B/Hip-Hop Songs & Tracks Chart) en 1985.
Bien qu'elle ne revienne pas dans les classements pop ou R&B des États-Unis, elle obtient un succès dans les classements de danse avec une reprise de la chanson Reflections des Supremes de 1967, qui atteint la 18e place du classement Hot Dance Music/Club Play au début de l'année 1986. Un deuxième album de Thomas sorti cet été-là fait encore mieux dans les classements de danse, avec « How Many Hearts » qui manque de peu le top 10, se classant à la 11e place. Les deux chansons figureront plus tard sur le quatrième album de Evelyn Thomas, Standing at the Crossroads, sorti en 1986.
En 2009, Thomas et trois autres personnes forment une société de divertissement, appelée Eljopan Entertainment Incorporated,.
Thomas meurt le 21 juillet 2024, à l'âge de 70 ans. La nouvelle de sa mort est communiquée par Ian Levine.